# Municipio de Studeničani
El municipio de Studeničani (en macedonio: Општина Студеничани) es uno de los ochenta y cuatro municipios en los que se subdivide administrativamente Macedonia del Norte.

## Geografía
Este municipio se encuentra localizado en el territorio que abarca la región estadística de Skopie.

## Población
La superficie de este municipio abarca una extensión de territorio de unos 276,16 km². La población de esta división administrativa se encuentra compuesta por un total de 17.246 personas (según las cifras que arrojaron el censo llevado a cabo en el año 2002). Mientras que su densidad poblacional es de unos sesenta y dos habitantes por cada kilómetro cuadrado aproximadamente.

### Localidades
- Batinci